# Savoia-Marchetti S.65

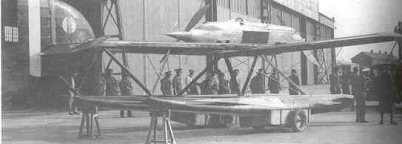

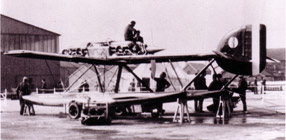

Le Savoia-Marchetti S.65 est un hydravion de course italien construit pour le Trophée Schneider 1929.

## Conception et développement
Le S.65 était un hydravion à deux flotteurs, bimoteur, monoplace et monoplan à aile basse. Son empennage était supporté par deux poutres et par les flotteurs, ce qui allongeait beaucoup l'avion. Ses deux moteurs Isotta-Fraschini de 1 000 chevaux équipés d'hélices bipales, furent montés en tandem en configuration Push-pull, l'un dans le nez et l'autre à l'arrière du fuselage.

## Histoire opérationnelle
Le S.65 fut exclu de la course 1929 à cause de problèmes mécaniques, mais l'Italie fut tout de même représentés par un Macchi M.52R et deux Macchi M.67.

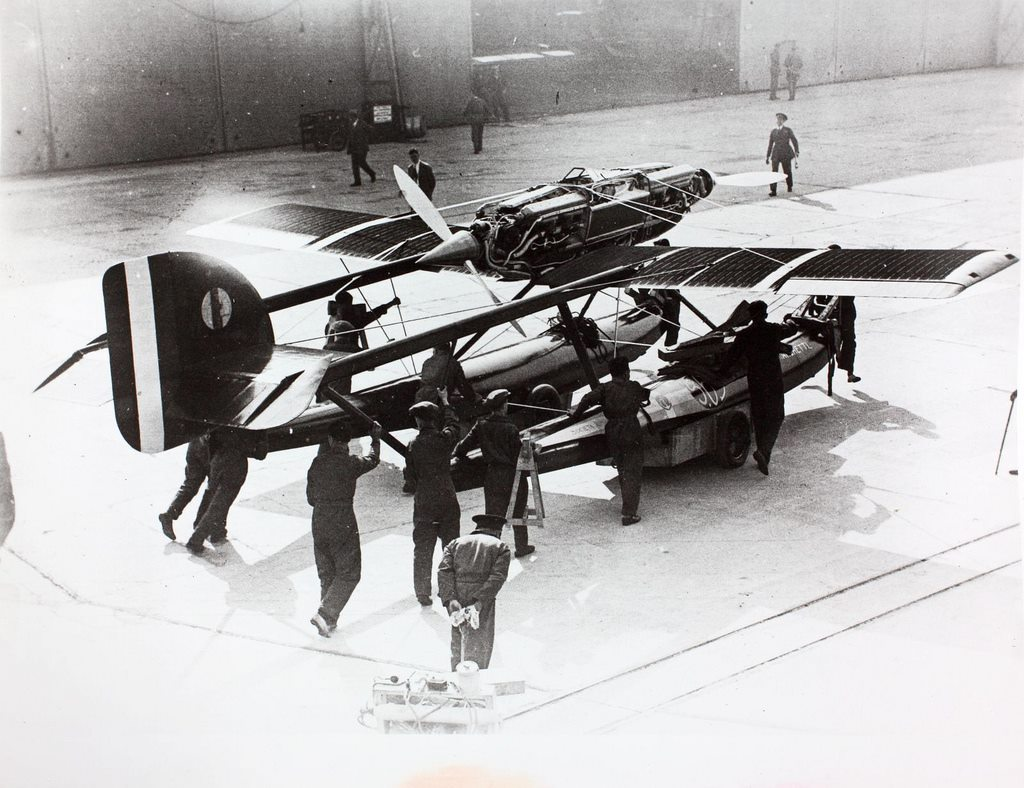

Tomasso Dal Molin, un pilote de l'équipe italienne du Trophée Schneider, fut tué à bord du S.65 au cours d'un entraînement sur le lac de Garde en janvier 1930.